# LXXXIII wehrmarcht
El LXXXIII Armeekorps (en español: Cuerpo del Ejército LXXXIII) fue un cuerpo de ejército de la Wehrmacht alemana durante la Segunda Guerra Mundial. Se formó en 1942 y se disolvió en el año 1943. Después de su disolución, el personal se utilizó para formar el estado mayor del recién formado 19.º Ejército.

## Historia
El Cuerpo del Ejército LXXXIII se formó el 25 de mayo de 1942 a partir del renombrado Höheres Kommando z. B. V. XXXXV, que a su vez se fundó el 8 de marzo de 1940 en Königsberg (situado en Prusia Oriental).
El comandante inicial del Cuerpo del Ejército LXXXIII fue Hans Felber. El cuerpo, que estaba subordinado al Grupo de Ejércitos D, también se conocía como Armeegruppe Felber (Grupos de ejércitos Felber) en honor a su comandante.
El personal del cuerpo sirvió como personal de enlace entre la Wehrmacht alemana y el 4.º ejército italiano. Aunque el Cuerpo de Ejército LXXXIII a menudo no comandaba ninguna división, pero en ocasiones supervisó la División de Infantería 712.ª en su movimiento a Bélgica en junio de 1942, y la segunda iteración de la 376.ª División de Infantería en la batalla de Stalingrado entre abril y mayo de 1943. 
En noviembre de 1942, miembros del Cuerpo de Ejército LXXXIII participaron junto al ejército italiano en el Caso Anton, anexionando eficazmente la Francia de Vichy tras el desembarco aliado en las costas del norte de África.
El 26 de agosto de 1943, el Cuerpo de Ejército LXXXIII fue disuelto debido a su incapacidad de hacer frente a las consecutivas derrotas bajo su supervisión y su personal fue utilizado para formar el estado mayor del nuevo 19.º Ejército.

## Personas destacadas
- Hans Felber (8 de julio de 1889-8 de marzo de 1962), comandante del Cuerpo de Ejército LXXXIII desde su fundación el 21 de mayo de 1942, hasta su disolución el 15 de agosto de 1943. Su carrera militar continuó en el 13.º Ejército hasta su derrota aplastante a finales de 1943.

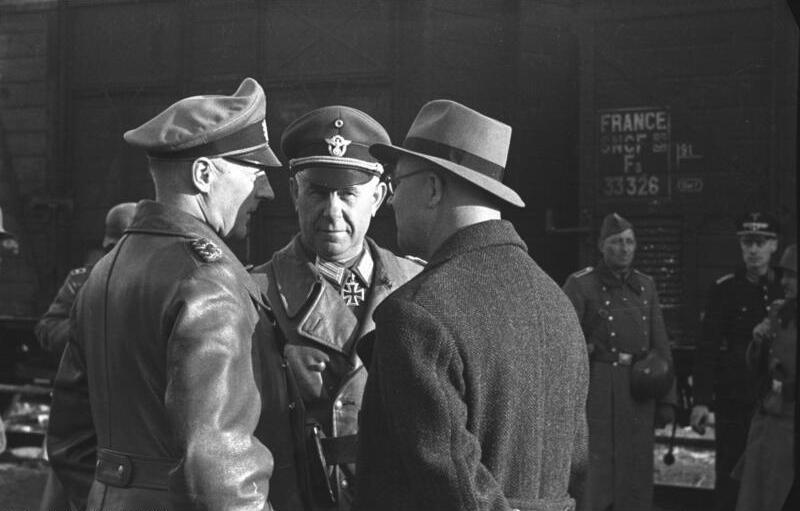
Hans Gustav Felber comandante de LXXXIII Armeekorps

- Georg von Sodenstern, comandante del Cuerpo de Ejército LXXXIII nombrado el 15 de agosto de 1943 y destituido de su posición y trasladado el 26 de agosto de 1943. Después del traslado se convirtió en comandante del 19.º Ejército hasta el 29 de junio de 1944.

- Datos: Q2818492